# Flora Croatica Database
Flora Croatica Database funkcionalno je samostalna baza podataka koju je uspostavio i vodi Prirodoslovno-matematički fakultet u Zagrebu u sklopu vlastite informatičke infrastrukture, a koja je putem uspostavljenih mrežnih servisa sadržajno i u stvarnom vremenu povezana s Informacijskim sustavom zaštite prirode.

## Sadržaj
Flora Croatica Database sadrži podatke o 8 podrazreda, 18 nadredova, 56 redova, 189 porodica, 1100 rodova, 4663 vrsta i 1192 podvrsta (ukupan broj vrsta i podvrsta iznosi 5163) biljaka prisutnih na teritoriju Republike Hrvatske. Sadržaj je dostupan na hrvatskome i engleskome jeziku.
Baza sadrži i Crvenu knjigu ugroženih vrsta te oko 170 000 fotografija biljaka.

## Povezane stranice
- Popis vrsta i rodova biljaka iz baze o kojima postoje Wikipedijski članci

## Vanjske poveznice
- Službena web-stranica
- Kako koristiti Flora Croatica Database